# Rang (plantkunde)
In botanische nomenclatuur krijgt een taxon veelal een rang in een hiërarchie. Volgens Art 3.1 van de ICBN (International Code of Botanical Nomenclature) zijn de belangrijkste rangen: rijk, afdeling of phylum, klasse, orde, familie, geslacht en soort.
Artikel 16.3 vermeldt, dat de termen "divisio" en "phylum" gelijkwaardig zijn.

Volgens Art 4.1 zijn de secundaire rangen : tak, sectie, serie, variëteit en vorm. Er is een onbepaald aantal rangen.

De ICBN noemt expliciet:
primaire rangen
- - - secundaire rangen
- - - - - - - verdere rangen
rijk (regnum)
- - - - - - - subregnum
stam, afdeling of fylum (divisio, phylum)
- - - - - - - subdivisio of subphylum
klasse (classis)
- - - - - - - subclassis
orde (ordo)
- - - - - - - subordo
familie (familia)
- - - - - - - subfamilia
- - - tak (tribus)
- - - - - - - subtribus
geslacht of genus (genus)
- - - - - - - subgenus
- - - sectie (sectio)
- - - - - - - subsectio
- - - serie (series)
- - - - - - - subseries
soort (species)
- - - - - - - ondersoort (subspecies)
- - - variëteit (varietas)
- - - - - - - subvarietas
- - - vorm (forma)
- - - - - - - subforma
Wat betreft de regels in de ICBN is het zinnig om de rangen als volgt in te delen:
1. een naam boven de rang van familie bestaat uit één deel (unitaire naam) en is óf beschrijvend óf gevormd door in de naam van een familie de uitgang -aceae te vervangen door de gepaste uitgang.
2. een naam in een rang boven die van genus tot en met de rang van familie bestaat uit één deel (unitaire naam) en wordt gevormd vanuit de naam van een genus, met de gepaste uitgang (er is een beperkt aantal, exact gespecificeerde uitzonderingen: zie beschrijvende plantennaam).
3. een naam in de rang van genus bestaat uit één deel (unitaire naam).
4. een naam beneden de rang van genus, tot en met soort bestaat uit twee delen (binaire naam), waarbij de naam van het genus het eerste deel vormt.
5. een naam beneden de rang van soort bestaat uit drie delen (ternaire naam, infraspecifieke naam), waarbij de naam van het genus het eerste deel vormt.

Voor een naam boven de rang van familie is toepassing van het beginsel van prioriteit slechts aanbevolen, niet verplicht. Elke naam heeft zijn eigen datum van publicatie, dit is dus anders dan in de dierkunde.
Voor hybriden, welke een hybridennaam krijgen, gelden dezelfde rangen, voorafgegaan door "notho"-, met "nothogenus" als de hoogste toegestane rang.